# Конрад, або Дитина з бляшанки
«Конрад, або Дитина з бляшанки» — повість сучасної австрійської письменниці, лауреата Міжнародної премії імені Г. К. Андерсена Крістіне Нестлінгер про пригоди штучно створеного хлопчика в реальному світі.

## Сюжет
Штучно створений хлопчик зазнає неймовірних пригод, перш ніж пристосовується до дійсності. Конрад — незвичайний хлопчик. І навіть не тому, що до пані Бартолотті його приніс поштар у здоровенній бляшанці. А через те, що Конрад занадто чемний, слухняний, страшенно нудний і зовсім не має друзів. Тож пані Бартолотті та її сусідка дівчинка Кіті конче мають перетворити ідеальну дитину на нормального хлопчика. Хоча б для того, щоб Конрада не віддали іншим батькам
- Зав'язка — Пані Бартолотті отримує поштою семирічного хлопчика
- Кульмінація — Блакитний конверт від виробників Конрада з вимогою повернути хлопчика
- Розв'язка — Конрад залишається у пані Бартолотті[4]

## Основні теми повісті
- Батьки і діти
- Добро і зло